# 科卡
科卡，是西班牙卡斯蒂利亚-莱昂塞戈维亚省的一个市镇。 总面积99平方公里，总人口1921人（2001年），人口密度19人/平方公里。